# 1990 BS
1990 BS är en asteroid i huvudbältet som upptäcktes den 21 januari 1990 av de båda japanska astronomerna Masaru Arai och Hiroshi Mori vid Yorii-observatoriet i Japan.
Asteroiden har en diameter på ungefär 4 kilometer och den tillhör asteroidgruppen Nysa.